# Slapanský les

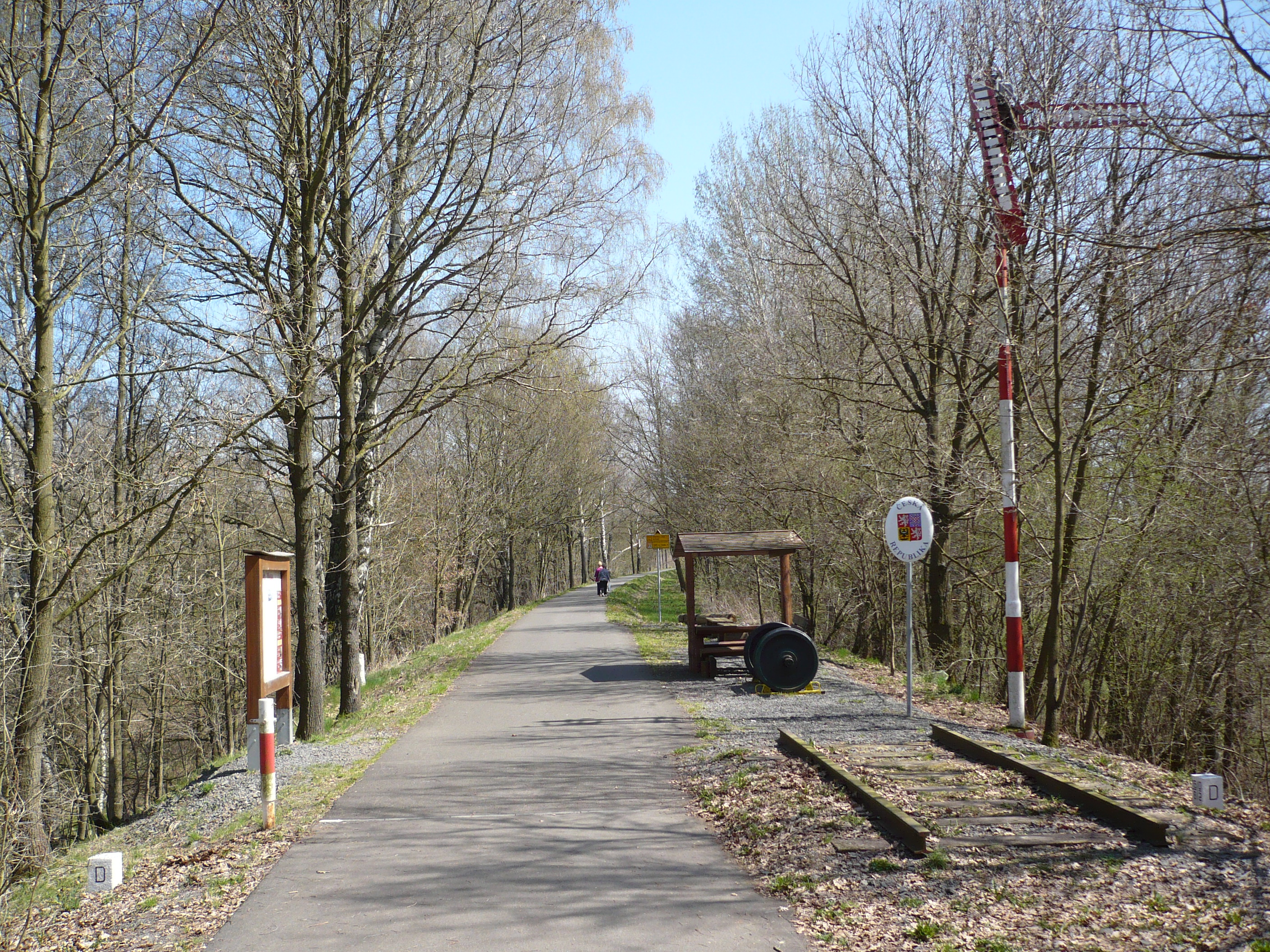
Alter Grenzübergang im Waldgebiet

Der Slapanský les (deutsch: Erlholz) ist ein Waldgebiet auf einem Bergrücken zwischen der Landesgrenze zu Deutschland und dem Ort Podhrad (deutsch: Pograth) in der Výhledská vrchovina (deutsch etwa „Oberkunreuther Bergland“), südlich der Stadt Cheb (deutsch: Eger) im Karlovarský kraj (deutsch: Region Karlsbad) in Tschechien.

## Geographie
Der Bergrücken besteht aus mehreren Anhöhen rund um den U Lomu (deutsch: Steinbruch, 515 m). Durch das Waldgebiet verläuft die Straße 2143 von Cheb nach Slapany und am Südrand fließt die Odrava (deutsch: Wondreb) zur Talsperre Jesenice.

## Touristische Erschließung
Von dem aufgelassenen Ort Krásná Lípa (deutsch: Schönlind) verläuft ein Weg zum Aussichtspunkt Krásná Lípa (deutsch: Schöne Linde).

## Geschichte
Früher dienten die dort vorhandenen Steinbrüche als Rohstoffquelle für die Städte Eger und Waldsassen.

## Karten
- Bayerisches Landesvermessungsamt: UK 50-13 Naturpark Fichtelgebirge – östlicher Teil, Maßstab 1:50.000 (mit Wanderwegen)